# Strange Days
Strange Days – drugi album studyjny amerykańskiego zespołu rockowego The Doors, wydany 25 września 1967 roku. Album zawiera utwory, które zostały w większości napisane w latach 1965–1966 przed wydaniem debiutanckiej płyty. Demo piosenki „Moonlight Drive” powstało w 1965 roku, jednak nie została ona umieszczona na pierwszej płycie. Projektem okładki płyty zajmował się William S. Harvey, autorem zdjęć jest Joel Brodsky. Okładka jest nietypowa, nazwę zespołu i tytuł płyty można znaleźć jedynie na niewielkim plakacie znajdującym się na drugim planie zdjęcia. Pomimo wielkich oczekiwań producenta wobec komercyjnego sukcesu płyty, sprzedała się ona dość słabo.
W 2003 album został sklasyfikowany na 407. miejscu listy 500 albumów wszech czasów magazynu Rolling Stone.

## Lista utworów
| 1.  | „Strange Days”                     | 3:09  |
|     |                                    |       |
| 2.  | „You're Lost Little Girl”          | 3:03  |
|     |                                    |       |
| 3.  | „Love Me Two Times”                | 3:16  |
|     |                                    |       |
| 4.  | „Unhappy Girl”                     | 2:00  |
|     |                                    |       |
| 5.  | „Horse Latitudes”                  | 1:35  |
|     |                                    |       |
| 6.  | „Moonlight Drive”                  | 3:04  |
|     |                                    |       |
| 7.  | „People Are Strange”               | 2:12  |
|     |                                    |       |
| 8.  | „My Eyes Have Seen You”            | 2:29  |
|     |                                    |       |
| 9.  | „I Can't See Your Face in My Mind” | 3:26  |
|     |                                    |       |
| 10. | „When the Music’s Over”            | 10:59 |
|     |                                    |       |
|     |                                    | 35:13 |
|     |                                    |       |
40th Anniversary Edition
dwa dodatkowe utwory:
1. „People Are Strange” (False starts and studio dialogue) – 1:57
2. „Love Me Two Times” (Take 3) – 3:19

## Twórcy
- Jim Morrison – śpiew, syntezator Mooga (ścieżka nr 1)
- Ray Manzarek – organy Vox Continental(inne języki), Fender Rhodes piano bass (dodatkowa klawiatura imitująca gitarę basową) na ścieżkach nr 4 i 10, klawesyn (ścieżka nr 3), pianino (ścieżka nr 4), marimba (ścieżka nr 9), śpiew
- Robbie Krieger – gitara
- John Densmore – perkusja

Artysta towarzyszący
- Douglass Lubahn(inne języki) – gitara basowa (ścieżki nr 1,2,3,6,7,8,9)